# خطبه اشباح
خطبه اشباح خطابه‌ای است که علی بن ابیطالب به درخواست شخصی مبنی بر معرفی ذات و صفات خدا بیان کرد.

## علت نام‌گذاری خطبه به اشباح
دربارهٔ علت نام‌گذاری این خطبه به اشباح احتمالاتی داده شده، برخی از آن‌ها عبارتند از:
1. اشباح در لغت به معنای ملائکه به کار رفته‌است. از آنجا که علی نیز در بخشی از این خطبه دربارهٔ آفرینش ملائکه سخن گفته‌است، این خطبه را اشباح نامیده‌اند.[۱]
2. اشباخ در لغت به معنای اشخاص و چیزهایی است که از دور دیده شوند ولی مشخص نباشند به کار رفته‌است. از آنجا که علی از آفرینش آسمان، زمین، فرشتگان و آدم تا آنجا که در اندازه دریافتِ شنونده بوده سخن گفته‌است، این خطبه را اشباح نامیده‌اند.[۲]
3. عادت سید رضی بر گلچین کردن خطبه‌ها بوده. پس این احتمال مطرح می‌شود که ممکن است لفظ «اشباح» در خودِ خطبه وجود داشته و وی آن را در کتاب نهج‌البلاغه نیاورده باشد. چنانچه شیخ صدوق در کتاب التوحید، خطبه‌ای را از علی بن ابی‌طالب نقل می‌کند که شباهت فراوانی به خطبه‌ای که سید رضی در نهج‌البلاغه آن را مطرح کرده، دارد. در خطبه‌ای که شیخ صدوق نقل کرده لفظ «اشباح» در خطبه وجود دارد و آن عبارت چنین است:[۳]

وَ کَیْفَ یُوصَفُ بِالأَشْبَاحِ وَ یَنْعَتُ بِالأَلْسُنِ الْفِصَاحِ (چگونه ممکن است خداوند به اشباح و اجسام توصیف شود و چگونه ممکن است زبان‌های فصیح و گویا قدرت، بر بیان وصف او داشته باشند)
1. یکی از معانی اصلی شَبَح (مفردِ اشباح)، گسترش و امتداد چیزی است، و از آنجا که این خطبه طولانی بوده، آن را به خطبه اشباح نام‌گذاری کرده‌اند.[۴]

## علت بیان خطبه
روزی شخصی در مسجد کوفه از علی درخواست می‌کند که خدا را آنچان برایش تعریف کند که گویی دارد او را با چشم می‌بیند. علی به بیان خطبه پرداخت و مسجد پُر از مردم شد در حالی که بخاطر سؤال وی که می‌خواست خدا را با چشم ببینید و می‌پنداشت که خدا مانند انسان است، عصبانی شد،

## ساختار خطبه
علی بن ابی‌طالب در خطبه به بیان ده مطلب پرداخته‌است:
- بخش اوّل: بخشی از اوصاف پروردگار جهت آماده کردن افکار برای پذیرش حقایق بعد از آن
- بخش دوّم: به سؤال پرسش کننده ای که از اوصاف پروردگار پرسیده بود پاسخ می‌گوید
- بخش سوم: عدم احاطه علمی انسان به ذات و صفات خدا
- بخش چهارم: تدبیر خداوند در جهان خلقت
- بخش پنجم: آفرینش آسمان‌ها
- بخش ششم: آفرینش فرشتگان، صفات و ویژگی‌های آنان
- بخش هفتم: آفرینش زمین
- بخش هشتم: آفرینش آدم و بعثت انبیا
- بخش نهم: علم خداوند به غیب و آگاهی او بر تمام اسرار وجود انسان و اعمال و تیت‌ها و افکار و اسرار نهفته در درون سینه او
- بخش دهم: دعاهای پر معنا و پر محتوا[۸]

## بخشی از خطبه
علی بن ابی‌طالب در بخشی از این خطبه چنین می‌گوید:
عَالِمُ السِّرِّ مِنْ ضَمَائِرِ الْمُضْمِرِینَ وَ نَجْوَی الْمُتَخَافِتِینَ وَ خَوَاطِرِ رَجْمِ الظُّنُونِ وَ عُقَدِ عَزِیمَاتِ الْیَقِینِ وَ مَسَارِقِ إِیمَاضِ الْجُفُونِ وَ مَا ضَمِنَتْهُ أَکْنَانُ الْقُلُوبِ وَ غَیَابَاتُ الْغُیُوبِ وَ مَا أَصْغَتْ لِاسْتِرَاقِهِ مَصَائِخُ الْأَسْمَاعِ وَ مَصَایِفُ الذَّرِّ وَ مَشَاتِی الْهَوَامِّ وَ رَجْعِ الْحَنِینِ مِنَ الْمُولَهَاتِ وَ هَمْسِ الْأَقْدَامِ …
خداوند از اسرار پنهانی مردم و از نجوای آنان که آهسته سخن می‌گویند و از آنچه که در فکرها بواسطه گمان خطور می‌کند، و تصمیم‌هایی که به یقین می‌پیوندد، و از نگاه‌های رمزی چشم که از لابلای پلک‌ها خارج می‌گردد، آگاه است. خدا از آنچه در مخفی گاه‌های دل‌ها قرار دارد، و از اموری که پشت پرده غیب پنهان است، و آنچه را که پرده‌های گوش مخفیانه می‌شنود، و از اندرون لانه‌های تابستانی مورچگان، و خانه‌های زمستانی حشرات، از آهنگ اندوهبار زنان غم دیده و صدای آهسته قدم‌ها، آگاهی دارد …

## جایگاه خطبه
اهمیت و جایگاه این خطبه به قدری است که اکنون و بعد از حدود هزار و چهارصد سالی که از بیان آن می‌گذرد، بارها و بارها به زبان‌های مختلف مورد تحقیق، تفسیر و بررسی قرار گرفته و به عنوان موضوع چندین کتاب، مقاله و پایان‌نامه نیز انتخاب شده‌است.